# Wagner Santos Lago
Wagner Santos Lago (Ilhéus, 1. siječnja 1978.) bivši je brazilski nogometaš koji je igrao na poziciji ofenzivnog veznog. Trenutačno je trener selekcije Širokog Brijega do 19 godina.
13 godina igrao je za Široki Brijeg s kojim je jednom osvojio prvenstvo te triput kup. Također je bio klupski kapetan. 

## Igračka karijera

### Klupska karijera
Karijeru je započeo u rodnom Brazilu. Godine 2003. dolazi u Bosni i Hercegovinu, prvo u Posušju, a nakon toga 2005. u Širokom Brijegu. S momčadi Širokog Brijega osvojio je Premijer ligu BiH u sezoni 2005./06. te 2007., 2013. i 2017. godine Kup BiH. Najbolji je strijelac Premijer lige u povijesti natjecanja s postignutih 125 pogotka, od čega 90 za Široki Brijeg i 35 za Posušje. Ukupno je za Široki Brijeg odigrao 384 utakmice i postigao 134 pogotka. Sa šest pogodaka najbolji je strijelac Širokog Brijega u europskim natjecanjima. U kolovozu 2018. potpisuje za Imotski koji se tada natjecao u 3. HNL – Jug. Godine 2019. završio je igračku karijeru.

### Reprezentativna karijera
Nikada nije nastupio za bosanskohercegovačku reprezentaciju poput svog brata Ricarda Baiana.

## Trenerska karijera
Dana 1. srpnja 2020. postao je trenerom selekcije Širokog Brijega do 19 godina. U svojoj prvoj utakmici kao trener izgubio je 9. kolovoza od sarajevskog Željezničara. Na trenerskoj poziciji ostao je do kraja godine. Točno godinu dana od kako je postao trenerom selekcije Širokog Brijega do 19 godina, ponovno je postao njenim trenerom.

## Priznanja

### Individualna
- Najbolji igrač Premijer liga Bosne i Hercegovine: 2014./15.
- Najbolji strijelac Premijer liga Bosne i Hercegovine: 2013./14. (18 golova)

### Klupska
- Premijer liga Bosne i Hercegovine (1): 2005./06.
- Kup Bosne i Hercegovine (3): 2006./07., 2012./13., 2016./17.

## Vanjske poveznice
- Profil, Soccerway
- Profil, Transfermarkt